# Stevenskerk (Schingen)
De Stevenskerk is een kerkgebouw in Schingen in de Nederlandse provincie Friesland.

## Beschrijving
De kerk in neoclassicistische architectuur werd in 1877 gebouwd naar ontwerp van Foppes Brouwer. De hervormde kerk verving een oudere kerk. De kerk van Schingen was oorspronkelijk gewijd aan Sint Stefanus. Het orgel uit 1912 is gemaakt door Bakker & Timmenga. 
De kerk is eigendom van de Protestantse Gemeente  Ried-Skingen.

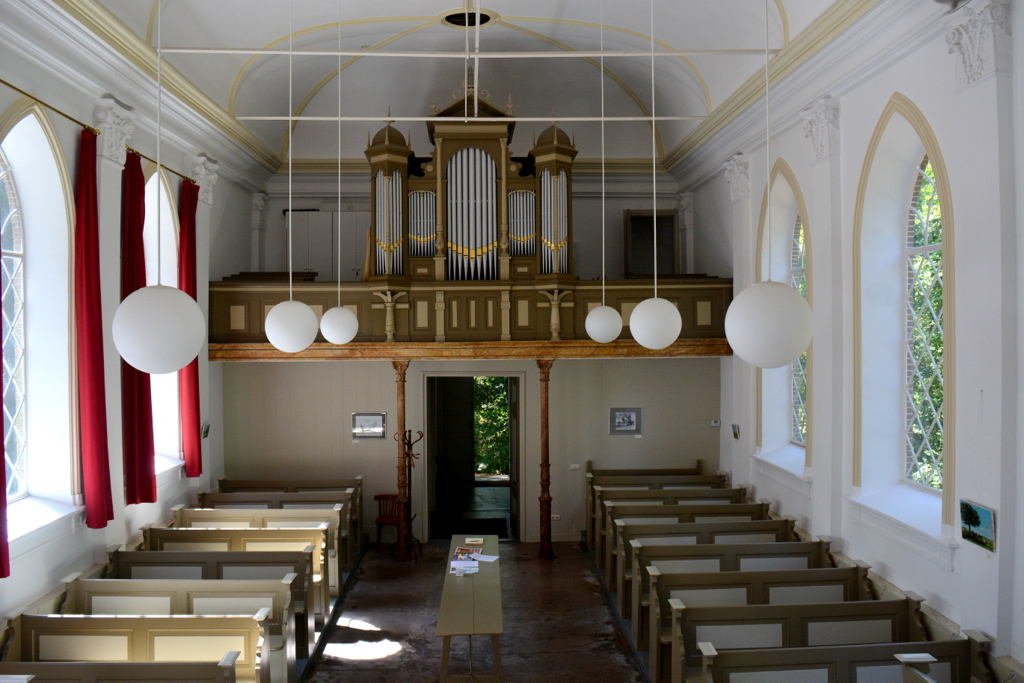
Interieur met orgel (2018)
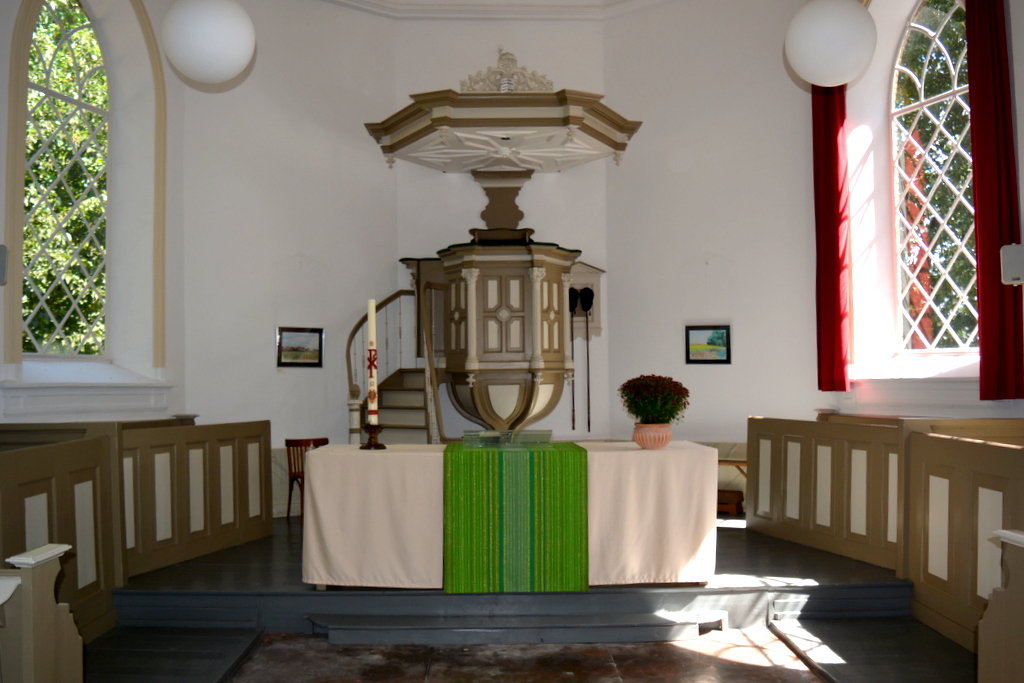
Interieur met preekstoel
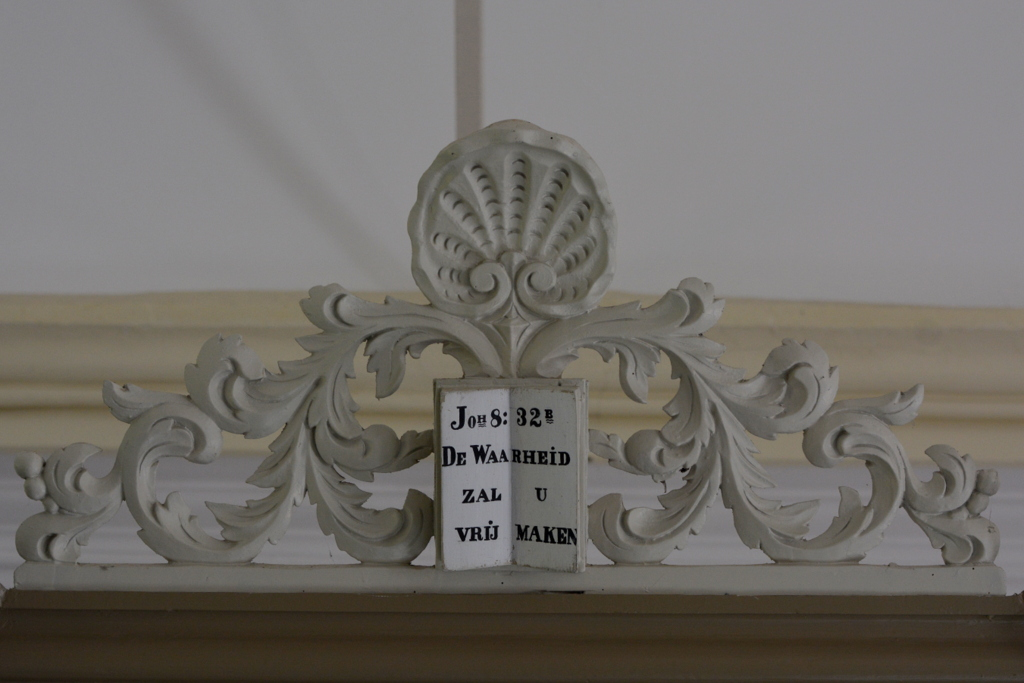
klankbord